# Мили Гибсон
Амелија Ив „Мили” Гибсон (енгл. Amelia Eve "Millie" Gibson; Темсајд, 19. јун 2004) јесте британска глумица. Гибсонова је најпознатија по улози Руби Сандеј у научно-фантастичној серији Доктор Ху.